# Rögbi-világbajnokság
A rögbi-világbajnokság egy férfi rögbi szakszervezeti torna, amelyet négyévente rendeznek meg a legjobb nemzetközi csapatok.
A győztesek Webb Ellis Kupát kapnak, amelyet William Webb Ellisről neveztek el, aki egy népszerű legenda szerint úgy találta fel a rögbit, hogy felvette a labdát futballmeccs közben.
1987 és 1995 között tizenhat csapat vett részt a tornán; 1999 óta minden tornán húsz csapat vett részt. Japán adott otthont a 2019-es rögbi világbajnokságnak, Franciaország pedig a 2023-as rögbi világbajnokságnak .
2021-től a női ekvivalens tornát hivatalosan Rugby World Cup névre keresztelték, hogy elősegítsék a férfiakkal való egyenlőséget.

## Formátum

### selejtező
A jelenlegi formátum szerint minden rögbi világbajnokságra 20 csapat kvalifikálja magát. Tizenkét csapat automatikusan kvalifikálja magát az előző világbajnokságon elért teljesítménye alapján – az előző torna négy csoport (pool) szakaszának mindegyikében az első három csapat kvalifikálja magát a következő tornára kiemelt csapatként. A maradék nyolc hely kvalifikációs rendszere régióalapú, összesen nyolc csapatot osztanak ki Európába, ötöt Óceániába, hármat Amerikába, kettőt Afrikába és egyet Ázsiába. Az utolsó helyet egy interkontinentális rájátszás határozza meg.

### torna
A tornán húsz nemzet vesz részt hat héten keresztül. Két szakasz van: csoport, majd kieséses kör. A nemzetek négy csoportra oszlanak, A-tól D-ig, egyenként öt nemzetből. A csapatok a világranglista alapján kerülnek kihelyezésre. A négy legmagasabb helyezést elért csapat az A-tól D-ig terjedő csoportba kerül. A következő négy legmagasabb helyezést elérő csapat az A-tól D-ig terjedő csoportba kerül, majd a következő négy. Az egyes poolok fennmaradó pozícióit a selejtezők töltik be.
A nemzetek négy biliárdjátékot játszanak, és mindegyikükkel egyszer játszanak. A pooljáték során bónuszpontrendszert használnak. Ha két vagy több csapat egyenrangú a pontszerzéssel, egy kritériumrendszer határozza meg a magasabb helyezést.
Nyolc csapat – mind a négy csoportból a győztes és a második helyezett – bejut a kieséses szakaszba. A kieséses szakasz a negyed- és az elődöntőből, majd a döntőből áll. Az egyes csoportok győztese egy másik csoport második helyezettje ellen kerül a negyeddöntőbe. Az egyes negyeddöntők győztese az elődöntőbe kerül, a győztesek pedig a döntőbe. Az elődöntők vesztesei a harmadik helyért, az úgynevezett „bronzmérkőzés”. Ha a kieséses szakaszban egy meccs döntetlenre végződik, a győztes a hosszabbítás során derül ki. Ha ez nem sikerül, a meccs hirtelen elhal, és a következő csapat nyer, amelyik pontot szerez.

## A világbajnokság története

### Kezdetek
A rögbi világbajnokság előtt nem volt igazán globális rögbi szakszervezeti verseny, de számos más tornát is rendeztek. Az egyik legrégebbi az éves Six Nations Championship, amely 1883-ban indult Home Nations Championship néven, amely Anglia, Írország, Skócia és Wales között zajlik. 1910-ben kiterjesztette az Öt Nemzetre, amikor Franciaország csatlakozott a tornához. Franciaország 1931 és 1939 között nem vett részt, ezalatt a hazai nemzetek bajnoksága lett. 2000-ben Olaszország csatlakozott a versenyhez, amely a Hat Nemzet lett.
A nyári olimpiai játékokon is játszottak rögbi-szövetséget, először az 1900-as párizsi játékokon, majd 1908-ban Londonban, 1920-ban Antwerpenben, majd 1924-ben Párizsban. Az első aranyérmet Franciaország nyerte, majd Ausztrália, az utolsó kettő pedig nyert az Egyesült Államok. A rögbi szövetség azonban 1924 után megszűnt az olimpiai programban.
Az 1950-es évekig számos alkalommal felvetették a rögbi világbajnokság ötletét, de az IRFB legtöbb szakszervezete ellenkezésbe ütközött. Az ötlet az 1980-as évek elején többször is felmerült, 1983-ban az Australian Rugby Union (ARU; mai nevén Rugby Australia), 1984-ben pedig az Új-Zélandi Rugby Unió (NZRU; ma Új-Zélandi Rugby) egymástól függetlenül javasolta a szövetség létrehozását. világbajnokság. 1985-ben ismét javaslatot tettek az IRFB-nek, és ezúttal 10–6. Ausztrália, Franciaország, Új-Zéland és Dél-Afrika küldöttei mind a javaslat mellett szavaztak, Írország és Skócia küldöttei pedig nemmel; az angol és a walesi küldöttek megosztottak, minden országból egy-egy mellette, egy ellene.
Az Ausztrália és Új-Zéland által közösen rendezett bevezető tornát 1987 májusában és júniusában rendezték meg, tizenhat nemzet részvételével. Az 1987-es első világbajnokság nem tartalmazott selejtezőt; ehelyett a 16 helyet automatikusan hét jogosult Nemzetközi Rögbi Labdarúgó Testület (IRFB, most World Rugby) tagország töltötte be, a többit pedig meghívással. Új-Zéland lett az első bajnok, a döntőben 29–9-re legyőzte Franciaországot. Az ezt követő 1991-es tornának Anglia adott otthont, a mérkőzéseket Nagy-Britanniában, Írországban és Franciaországban játszották. A kvalifikációs versenyeket a második versenyen vezették be, ahol a tizenhat helyből nyolcat egy huszonnégy ország részvételével zajló tornán vívták meg. Ezen a tornán bevezették a kvalifikációs versenyt; 1987-től nyolc helyet osztottak ki a negyeddöntősöknek, a maradék nyolcról pedig harmincöt nemzeti kvalifikációs torna döntött. Ausztrália megnyerte a második tornát, 12–6-ra legyőzve Angliát a döntőben.
1992-ben, nyolc évvel az utolsó hivatalos sorozatuk után, Dél-Afrika Új-Zélandot fogadta egy egyszeri tesztmérkőzésen. A nemzetközi rögbi újraindítása Dél-Afrikában az apartheid rendszer lebontása után következett be. Miután visszatértek a tesztrögbihez, Dél-Afrikát választották az 1995-ös rögbi világbajnokság házigazdájává. Miután a nyitómeccsen feldúlta Ausztráliát, Dél-Afrika továbbjutott a tornán egészen addig, amíg a döntőben Új-Zélanddal nem találkozott. A hosszabbításig tartó feszült finálé után Dél-Afrika 15–12-re nyert, az akkori elnök, Springbok mezt viselő Nelson Mandela pedig átadta a trófeát Dél-Afrika kapitányának, Francois Pienaarnak.

### Profi korszak
Az 1999-es tornának Wales adott otthont, meccseket rendeztek az Egyesült Királyság, Írország és Franciaország többi részén is. A torna tartalmazott egy visszavágó rendszert, valamint meghatározott regionális kvalifikációs helyeket. A résztvevő nemzetek számát tizenhatról húszra emelték – és a mai napig húsz maradt. Ausztrália megszerezte második címét, a döntőben Franciaország legyőzésével. Az 1995 utáni sportszakmabelivé válás és a csapatok létszámának tizenhatról húszra való növekedése számos, feltűnően kibillentett eredményhez vezetett mind az 1999-es, mind a 2003-as tornán, mindkét tornán két mérkőzés 100 pont feletti eredményt hozott; Ausztrália 142–0-s győzelme Namíbia ellen 2003-ban a rögbi-világbajnokság történetének legrosszabb pontja.
2003-ban és 2007-ben a kvalifikációs formátum lehetővé tette, hogy a húsz elérhető pozícióból nyolcat az előző torna nyolc negyeddöntőse automatikusan betöltsön. A fennmaradó tizenkét pozíciót kontinensviadalok töltötték be. Tíz pozíciót olyan csapatok töltöttek be, amelyek közvetlenül a kontinensviadalokon kvalifikálták magukat. További két helyet osztottak ki a kontinenseken átívelő visszavágóra.

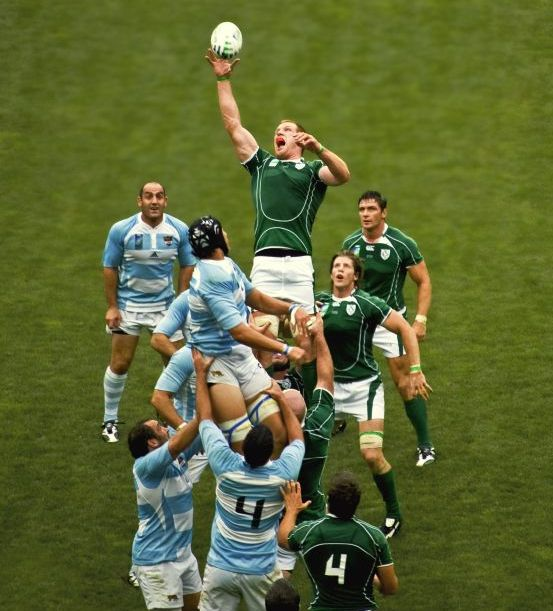
Írország–Argentína 2007-ben

A 2003-as eseménynek Ausztrália adott otthont, bár eredetileg Új-Zélanddal közösen tervezték megrendezni. Anglia lett a bajnok, hosszabbításban legyőzte Ausztráliát. Anglia győzelme megtörte a déli félteke dominanciáját az eseményen. Ilyen volt Anglia győzelmének megünneplése, hogy becslések szerint 750 000 ember gyűlt össze London központjában, hogy köszöntse a csapatot, így ez a nap a valaha volt legnagyobb ilyen jellegű sportünnep az Egyesült Királyságban.
A 2007-es versenynek Franciaország adott otthont, meccseket Walesben és Skóciában is rendeztek. Dél-Afrika megszerezte második bajnoki címét, amikor 15–6-ra legyőzte a címvédő Angliát. A torna legnagyobb története azonban Argentína volt, amely a legjobb európai csapatok – Franciaország, Írország és Skócia – ellen aratott győzelmeket, így az első helyen végzett a Halálmedencében, és összesítésben a harmadik helyen végzett a tornán. Argentína teljesítményéből származó figyelem oda vezetett, hogy Argentína részt vett a SANZAAR-on és a rögbi professzionalizálását Argentínában.

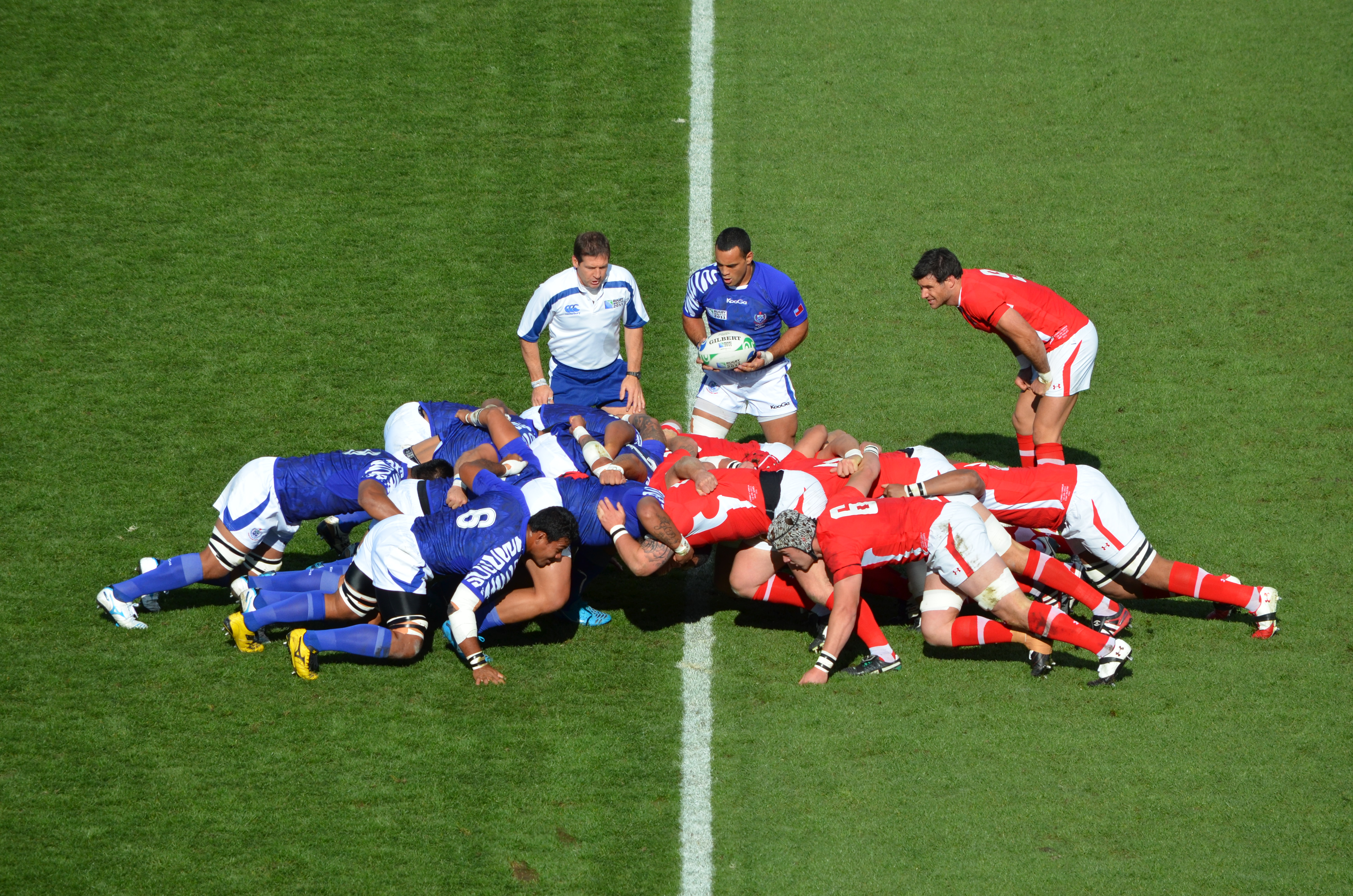
A 2011-es világbajnokságon Szamoa (kék színben) és Wales (piros színben) közötti kavarodás

A 2011-es tornát 2005 novemberében Új-Zéland nyerte el, megelőzve Japán és Dél-Afrika ajánlatait. Az All Blacks visszafoglalta helyét a rögbi világában a 2011-es döntőben Franciaország elleni szűk 8–7-es győzelemmel.
A 2015-ös torna nyitóhétvégéje, amelynek Anglia adott otthont, a rögbi világbajnokság történetének legnagyobb felfordulását okozta, amikor Japán, amely 1991 óta nem nyert egyetlen vb-mérkőzést sem, legyőzte Dél-Afrikát. Összességében Új-Zéland ismét megnyerte a döntőt, ezúttal Ausztrália ellen. Ezzel ők lettek az első csapat a világbajnokságok történetében, amely három címet nyert, valamint az első, aki sikeresen megvédte a címet.
A 2019-es világbajnokság japán házigazdája volt az első alkalom, hogy a tornát a hagyományos rögbi erődökön kívül rendezték meg; Japán mind a négy medencés meccsét megnyerte, így csoportja élére került, és először jutott a negyeddöntőbe. A tornán Dél-Afrika megszerezte a harmadik trófeáját, amely Új-Zélanddal mérkőzik meg a legtöbb rögbi világbajnokság címéért. Dél-Afrika a döntőben 32–12-re legyőzte Angliát.
2021-től eltávolították a nemek megjelölését a férfi és női világbajnokságok címeiből. Ennek megfelelően minden férfi és női világbajnokság hivatalosan a „Rögbi Világkupa” nevet viseli majd. Az első verseny, amelyet az új szabályzat érint, a következő, 2022-ben Új-Zélandon megrendezésre kerülő női torna lesz, amely megtartja eredeti „Rugby World Cup 2021” címét annak ellenére, hogy a COVID-járvány miatt elhalasztották eredeti menetrendjétől. 19 szám.

## Trófea
A Rögbi-világbajnokság győztesei megkapják a William Webb Ellisről elnevezett Webb Ellis Kupát. A trófeát egyszerűen rögbi világbajnokságnak is nevezik. A trófeát 1987-ben választották a versenyen való használatra, és 1906-ban a Garrard's Crown Jewellers készítette. A trófeát minden egyes meccs után visszaállítja Thomas Lyte, a Royal Warrant másik tulajdonosa. A kupa előlapjára a „The International Rugby Football Board” és a „The Webb Ellis Cup” szavakat vésték. Harmincnyolc centiméter magas, aranyozott ezüst, és két öntött tekercs fogantyú támasztja alá, az egyikben egy szatír, a másikon egy nimfa feje látható. Ausztráliában a trófeát „Bill” néven ismerik – ez William Webb Ellisre utal.

## A világbajnokságok döntői
| Év   | Helyszín                                             | Döntő                    | Döntő       | Döntő         | Harmadik helyért         | Harmadik helyért | Harmadik helyért |
| Év   | Helyszín                                             | Győztes                  | Eredmény    | Második hely  | Harmadik hely            | Eredmény         | Negyedik hely    |
| ---- | ---------------------------------------------------- | ------------------------ | ----------- | ------------- | ------------------------ | ---------------- | ---------------- |
| 1987 | · Új-Zéland · Ausztrália                             | Új-Zéland                | 29-9        | Franciaország | Wales                    | 22-21            | Ausztrália       |
| 1991 | · Anglia · Franciaország · Írország · Skócia · Wales | Ausztrália               | 12-6        | Anglia        | Új-Zéland                | 13-6             | Skócia           |
| 1995 | · Dél-afrikai Köztársaság                            | Dél-afrikai Köztársasság | 15-12 (h.u) | Új-Zéland     | Franciaország            | 19-9             | Anglia           |
| 1999 | · Wales                                              | Ausztrália               | 35-12       | Franciaország | Dél-afrikai Köztársasság | 22-18            | Új-Zéland        |
| 2003 | · Ausztrália                                         | Anglia                   | 20-17 (h.u) | Ausztrália    | Új-Zéland                | 40-13            | Franciaország    |
| 2007 | · Franciaország                                      | Dél-afrikai Köztársasság | 15-6        | Anglia        | Argentina                | 34-10            | Franciaország    |
| 2011 | · Új-Zéland                                          | Új-Zéland                | 8-7         | Franciaország | Austrália                | 21-18            | Wales            |
| 2015 | · Anglia                                             | Új-Zéland                | 34-17       | Austrália     | Dél-afrikai Köztársasság | 24-13            | Argentína        |
| 2019 | · Japán                                              | Dél-afrikai Köztársasság | 32-12       | Anglia        | Új-Zéland                | 40-17            | Wales            |
| 2023 | · Franciaország                                      | Dél-afrikai Köztársasság | 12-11       | Új-Zéland     | Anglia                   | 26-23            | Argentína        |
| 2027 | · Ausztrália                                         |                          |             |               |                          |                  |                  |
| 2031 | · Egyesült Államok                                   |                          |             |               |                          |                  |                  |